# Gesetz über Tageseinrichtungen für Kinder (Nordrhein-Westfalen)
Das Gesetz über Tageseinrichtungen für Kinder (GTK) des Landes Nordrhein-Westfalen enthielt Bestimmungen zur Kindertagesbetreuung.
Die ursprüngliche Fassung vom 21. Dezember 1971 diente unter dem Titel Kindergartengesetz (KgG) der Ausführung des Gesetzes für Jugendwohlfahrt auf Landesebene. Die Neufassung mit dem Titel Gesetz über Tageseinrichtungen für Kinder (GTK) vom 29. Oktober 1991 trat am 1. Januar 1992 in Kraft. Den Rahmen hierfür bot das Gesetz zur Neuordnung des Kinder- und Jugendhilferechts.
Ergänzt wurde das GTK durch eine spezielle Betriebskostenverordnung und eine Verfahrensverordnung-GTK.
Mit Wirkung vom 1. August 2008 wurde das GTK durch das Kinderbildungsgesetz abgelöst.